# Frankenstein Reborn!
Pour les articles homonymes, voir Frankenstein Reborn.
Pour plus de détails, voir Fiche technique et Distribution.
Frankenstein Reborn! est un film américain réalisé par David DeCoteau, sorti en 1998.

## Fiche technique
- Titre : Frankenstein Reborn!
- Réalisation : David DeCoteau
- Scénario : Benjamin Carr
- Production : Charles Band, Kirk Edward Hansen et Vlad Paunescu
- Sociétés de production : Castel Film Romania et Full Moon Pictures
- Musique : Carl Dante
- Photographie : Viorel Sergovici
- Montage : Don Adams, J.R. Bookwalter et Harry James Picardi
- Décors : Christian Niculescu
- Costumes : Mihaela David
- Pays d'origine : États-Unis
- Format : Couleurs - 1,33:1 - Stéréo - 35 mm
- Genre : Action, aventure, horreur et science-fiction
- Durée : 70 minutes
- Date de sortie : 1998 (États-Unis)

## Distribution
- Jaason Simmons : Victor
- Ben Gould : Thomas
- Haven Burton : Anna
- Ethan Wilde : la créature
- George Calin : Ludwig
- Oana Stefanescu : Herstner
- Claudiu Trandafir : Gustav
- Roxana Popa : la femme

## Autour du film
- Le tournage s'est déroulé à Bucarest, en Roumanie.
- En 2000, la société Full Moon Pictures rassembla les deux courts métrages  Frankenstein Reborn! et The Werewolf Reborn! dans un DVD intitulé Frankenstein et le loup-garou[1].